# Shiriuchi
Shiriuchi (知内町?) è una cittadina giapponese della prefettura di Hokkaidō.